# Crisis de Kodori de 2006
La Crisis de Kodori de 2006 explotó a finales de julio de 2006 en el alto Valle Kodori georgiano cuando el líder miliciano local se declaró en desobediencia al gobierno de Georgia, que había enviado fuerzas policiales para desarmar a los rebeldes. La parte alta del Valle Kodori era la única porción de Abjasia, república independiente de facto de Georgia, que no controla el gobierno abjasio.

## Antecedentes

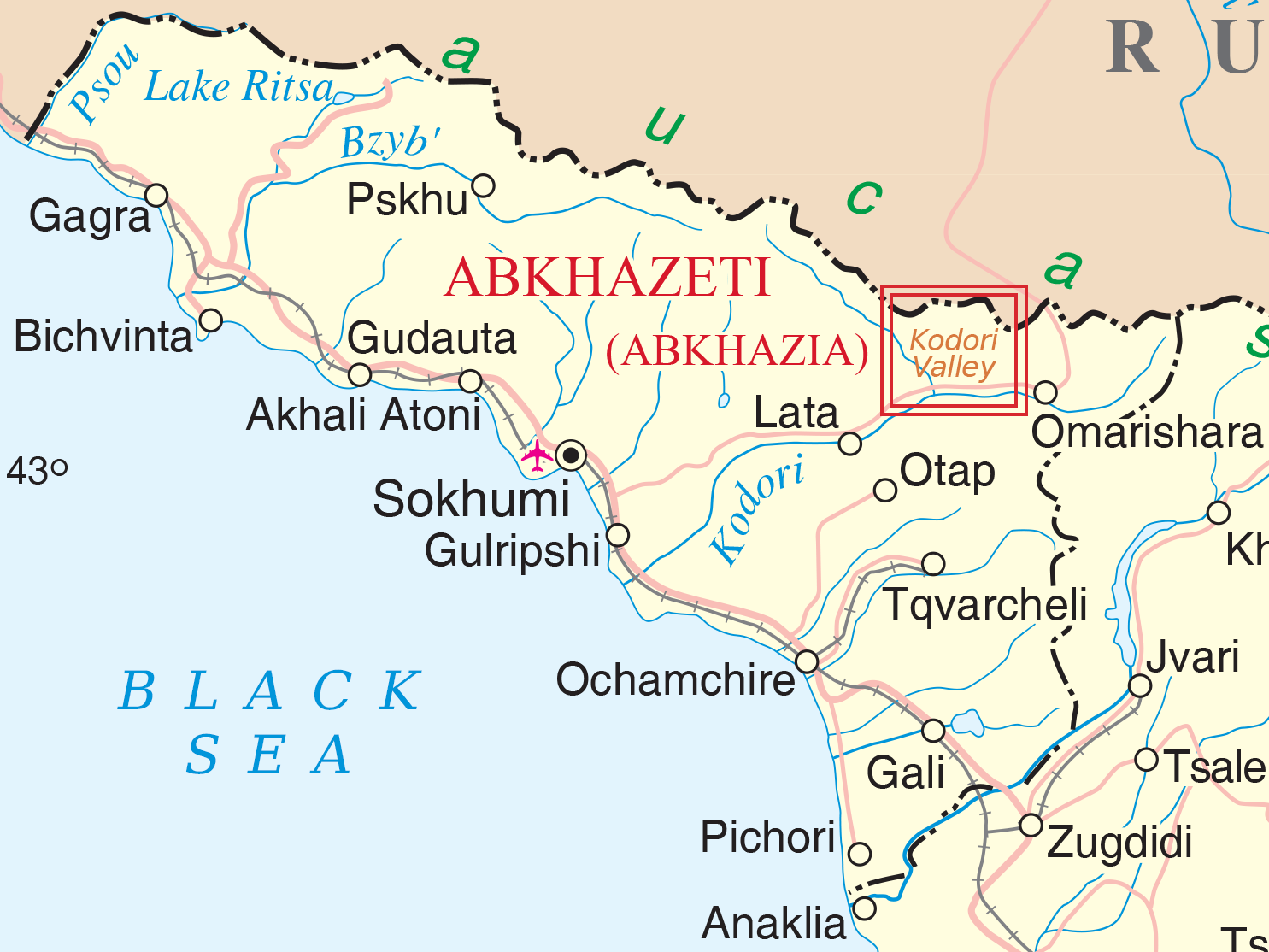
Mapa de Abjasia mostrando la localización del valle Kodori.

La garganta de Kodori, con sus montes boscosos y sus colinas rocosas, se encuentra en las montañas del Gran Cáucaso, en la esquina noroeste de Abjasia. A pesar de los diversos intentos abjasios de tomar el control de la estratégica garganta habitada por esvanos, un subgrupo local de georgianos, la parte alta del Valle Kodori nunca estuvo en manos secesionistas desde la guerra de Abjasia entre 1992 y 1993. Permaneció bajo un precario control del gobierno central georgiano, hasta la crisis de 2006, en que la autoridad local y "señor de la guerra" Emzar Kvitsiani, que previamente había dirigido la defensa de la garganta contra los intentos de las fuerzas separatistas abjasias, en su capacidad de comandante de los Monadire (literalmente: cazadores), fuerza miliciana local, y había sido nombrado representante por el expresidente de Georgia Eduard Shevardnadze. Después de la derrota de Shevardnadze en la pacífica Revolución de las rosas en 2003, el nuevo gobierno georgiano disolvió a la fuerza Monadire y abolió el cargo de Kvitsiani. Hubo acusaciones a Kvitsiani de estar involucrado en contrabando y otras actividades criminales, como proveer refugio a varios delincuentes buscados por la policía georgiana.

## Crisis de julio de 2006
La crisis se inició el 22 de julio de 2006, cuando Kvitsiani rearmó a sus milicianos y dijo que desafiaba a la autoridad central de Georgia, y que resistiría cualquier intento de las autoridades de desarmar a su grupo miliciano. Se realizaron intentos en vano de negociar una rendición, y los milicianos rechazaron el ultimátum enviado por el ministro del Interior de Georgia Vano Merabishvili. El gobierno de Georgia envió el 25 de julio un gran contingente de policía y fuerzas de seguridad para desarmar al líder paramilitar rebelde. La información proveniente de la garganta de Kodori era escasa y sin confirmar, ya que los funcionarios rehusaban hacer cualquier comentario. Después, el 25 de julio, Aleksandr Lomaia, el ministro de Educación y Ciencia, confirmó que la planeada operación policial fue ejecutada para restaurar el orden constitucional en la zona de Kodori. De acuerdo con la televisión georgiana Rustavi 2, los rebeldes supuestamente habían recibido provisiones de comida y municiones de los militares abjasios y de las fuerzas de paz de la Federación Rusa estacionados en Abjasia. Rustavi-2 también afirmó que un helicóptero de las fuerzas de paz rusas aterrizó en el territorio controlado por los milicianos para aprovisionar a los rebeldes con comida, pero que no pudo volver a su base debido a que los georgianos amenazaron con derribarlo.
De acuerdo con los informes oficiales, las fuerzas gubernamentales controlaron la mayor parte de la garganta a última hora del 26 de julio, forzando a los rebeldes a rendirse. Otros, incluido Kvitsiani, se escondieron en los bosques de alrededor, muchos fueron heridos en ambos bandos. También se confirmó la muerte de civiles en los tiroteos entre rebeldes y la policía georgiana. El 27 de julio, el ministro de Defensa de Georgia, Irakli Okruashvili, dijo en una entrevista televisiva que la fase más importante de la operación había sido completada, y la mayoría de los rebeldes se habían rendido o habían sido capturados. Dijo también que la revuelta fue una provocación planeada por un "país extranjero". 
A última hora del 28 de julio, los pueblos de la garganta de Kodori estaban controlados por las fuerzas gubernamentales. Una gran cantidad de armas fue encontrada en la garganta. Kvitsiani, sin embargo, escapó. De acuerdo con las denuncias georgianas, hacia Sujumi, capital de Abjasia.

## Reacciones
Con el inicio de la operación policial georgiana, las autoridades rusas y las de facto abjasias expresaron su preocupación por la presencia de fuerzas georgianas en la inmediata vecindad de la zona en conflicto. Los líderes abjasios denunciaron que cualquier infiltración de fuerzas armadas georgianas en la garganta Kodori era una gran violación del Acuerdo de Alto el Fuego y Separación de Fuerzas de 14 de mayo de 1994, y el protocolo de mayo de 1998, acordando que el lado georgiano asumía la obligación de no introducir unidades militares en la garganta. Tanto rusos como abjasios advirtieron el 25 y 26 de julio que el uso de la fuerza en Kodori podría generar un nuevo conflicto en la región. Sergei Bagapsh, el presidente del gobierno de facto de Abjasia comentó los hechos en la garganta de Kodori diciendo que: "si los soldados georgianos cruzan la frontera de Abjasia, un nuevo conflicto empezará porque los soldados abjasios abrirán fuego en ese caso."
Las autoridades georgianas negaron las acusaciones, sin embargo, afirmaron que la única fuerza operativa en la garganta era la policía y los servicios de seguridad, que no era una violación de los acuerdos previos de cese el fuego. Negaron las acusaciones que las fuerzas georgianas planeasen continuar hacia el interior de los territorios separatistas, reiterando que Georgia planeaba resolver los conflictos separatistas mediante medios pacíficos. El 26 de julio, Jaap de Hoop Scheffer, Secretario General de la OTAN, en su entrevista con el primer ministro georgiano, Zurab Noghaideli , también expresó su apoyo a la postura georgiana del problema en Abjasia y la también rebelde república de Osetia del Sur.